# Västlig larmfågel
Västlig larmfågel (Crinifer piscator) är en fågel i familjen turakor inom ordningen turakofåglar.

## Utseende och läte
Västlig larmfågel är en udda grå turako med lång stjärt och en buskig huvudtofs. I flykten syns vita band på vingens utterdel. Lätet består av en serie rop som accelererar och ökar i volym, ofta avgivet i duett eller i kör av en hel grupp fåglar. Arten är mycket lik östlig larmfågel, men överlappar knappt i utbredning. Västlig larmfågel urskiljer sig också genom avsaknad av vitt i stjärten och svarta fläckar snarare än tvärband på ryggen.

## Utbredning och systematik
Fågeln förekommer på akaciesavannen från Senegal och Gambia till Centralafrikanska Republiken och västra Kongo-Kinshasa. Den behandlas som monotypisk, det vill säga att den inte delas in i några underarter.

## Levnadssätt
Västlig larmfågel hittas i savann, skogslandskap, buskrik jordbruksbygd och trädgårdar. Den ses vanligen i ljudliga smågrupper.

## Status
Arten har ett stort utbredningsområde och beståndet anses vara stabilt. Internationella naturvårdsunionen IUCN listar den därför som livskraftig (LC).